# صموئيل كزافييه
صموئيل كزافييه (بالبرتغالية: Samuel Xavier Brito‏) (6 يونيو 1990 بساو باولو في البرازيل - ) هو لاعب كرة قدم برازيلي في مركز الظهير.

## وصلات خارجية
- صموئيل كزافييه على موقع قاعدة بيانات كرة القدم.إي يو (الإنجليزية)
- صموئيل كزافييه على موقع Soccerway.com (الإنجليزية)